# Desno Trebarjevo
Desno Trebarjevo je naselje u Republici Hrvatskoj, u sastavu Općine Martinska Ves, Sisačko-moslavačka županija. 

## Stanovništvo
Prema popisu stanovništva iz 2001. godine, naselje je imalo 396 stanovnika te 117 obiteljskih kućanstava.
| broj stanovnika | 484   | 555   | 531   | 587   | 591   | 603   | 562   | 580   | 578   | 590   | 568   | 513   | 482   | 435   | 396   | 334   | 273   |
|                 | 1857. | 1869. | 1880. | 1890. | 1900. | 1910. | 1921. | 1931. | 1948. | 1953. | 1961. | 1971. | 1981. | 1991. | 2001. | 2011. | 2021. |

## Poznate osobe
Poznate osobe koje su se rodile, živile i/ili radile u Desnome Trebarjevu.
- Antun Radić (* 1868. - † 1919.), hrvatski znanstvenik, književnik, prevoditelj, publicist, sociolog, etnograf i političar. Utemeljitelj hrvatske etnografije.
- Stjepan Radić (* 1871. - † 1928.), hrvatski političar, književnik, prevoditelj i publicist.
- Pavle Radić (* 1880. - † 1928.), hrvatski političar.